# Golestan (Saadi)
Pour les articles homonymes, voir Golestan.

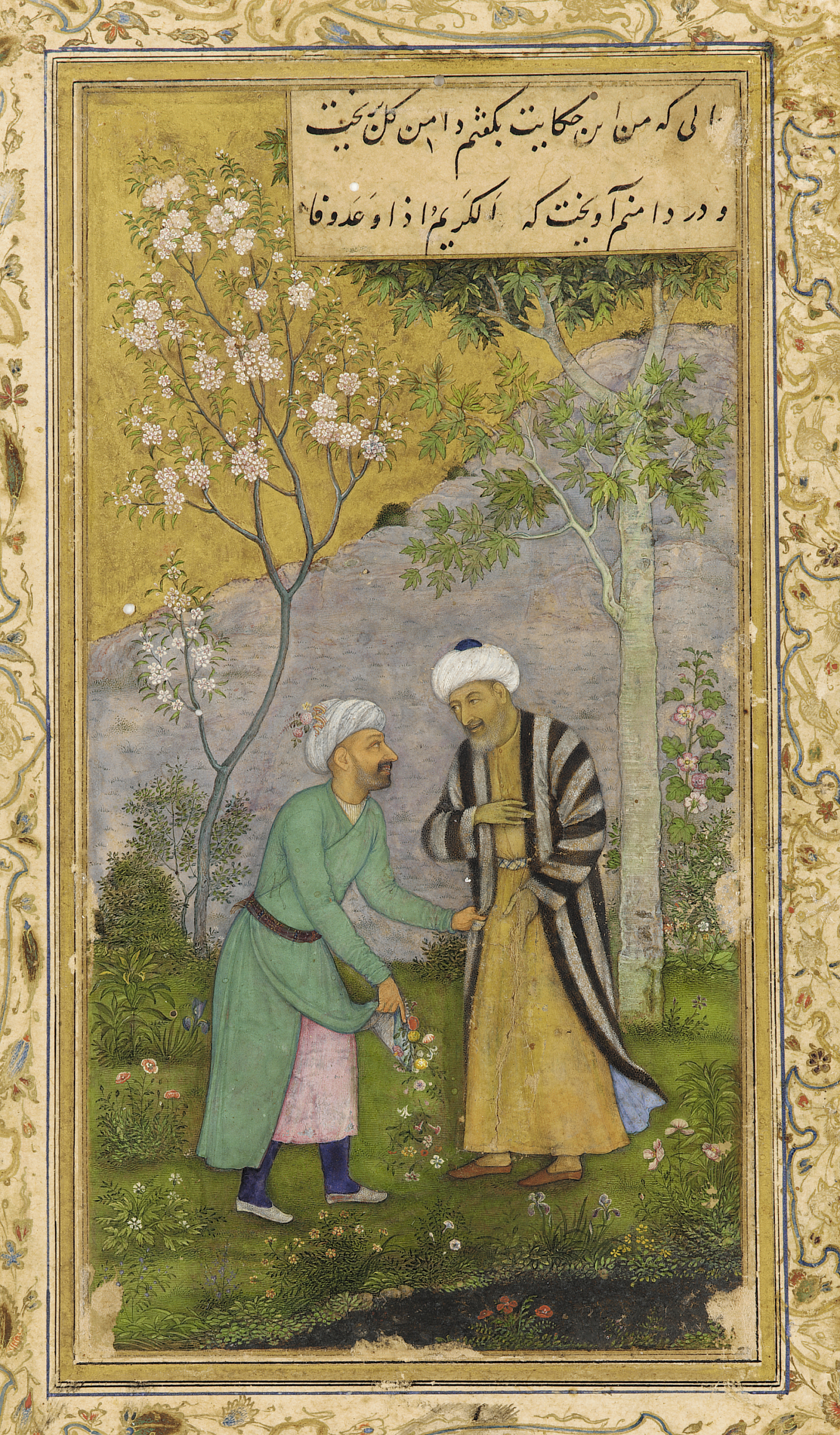
Saadi dans le Golestan ou Jardin des roses, peinture moghole vers 1645.

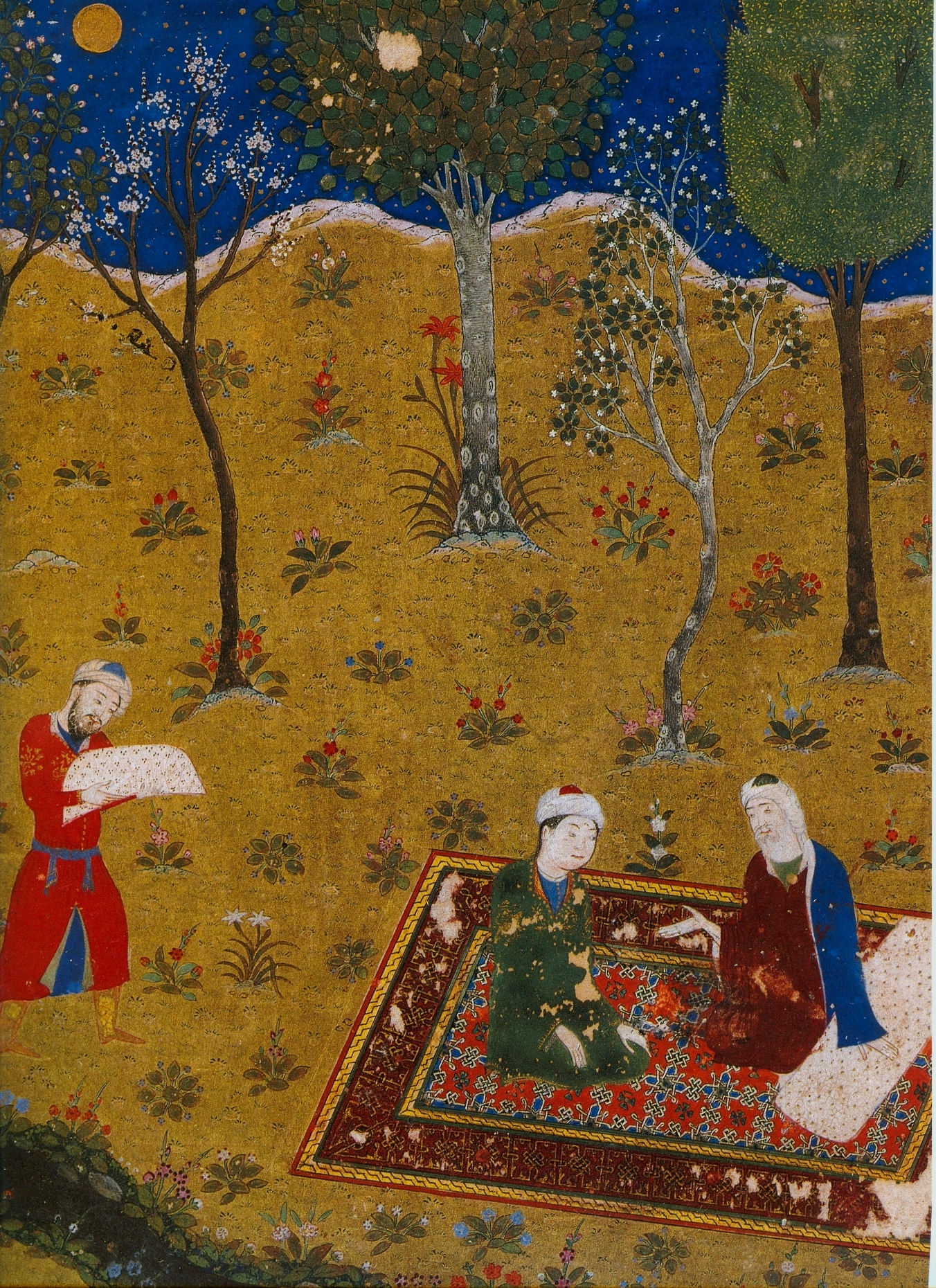
Saadi conversant avec un ami dans le Golestan ou jardin des roses.

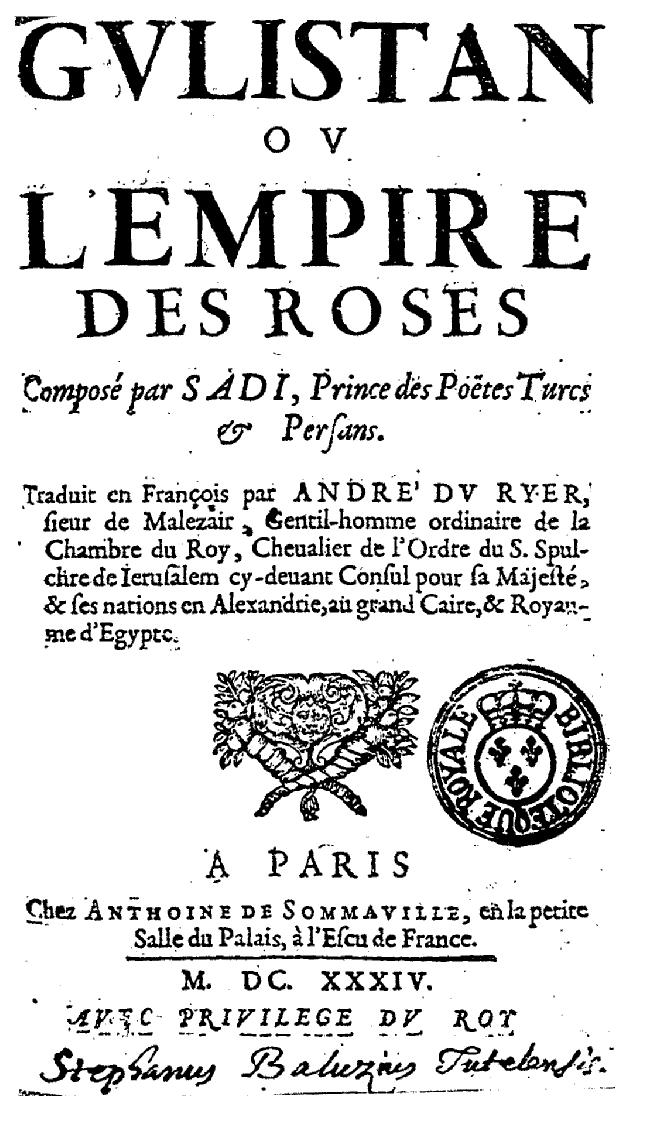
Couverture du Gulistan ou l'Empire des roses du poète Saadi, première traduction de 1634 par André du Ryer.

Le Golestan (en persan : گلستان / Golestân [ɡolesˈtɒːn], « Jardin des roses »), transcrit aussi en Gulistan, est un recueil de poèmes et d'histoires écrit par le poète persan Saadi au XIIIe siècle. Cette œuvre fut traduite du persan pour la première fois en français en 1634 par le diplomate et consul de France André du Ryer sous le titre Gulistan ou l'Empire des roses. 

## Présentation
Le Golestan est une œuvre poétique de la littérature persane, en 656 après l'Hégire (1258 ou 1259). Le livre appartient au genre de la maqama bien qu'il s'écarte parfois de ce modèle : il fait alterner les parties narratives, en prose, avec des allégories, des proverbes et des sentences morales, en vers. C'est une des deux grandes œuvres du poète persan Saadi, considéré comme l'un des plus grands poètes persans médiévaux et grand maître respecté du soufisme. Le Golestan est l'un de ses livres les plus populaires, et s'est avéré très influent dans tout l'Orient. Le Golestan est un recueil de poèmes et d'histoires, présenté comme une collection de roses dans un jardin de roses. Il comprend huit chapitres - comme les huit portes du Paradis. L'ouvrage contient des histoires et des anecdotes personnelles colorées, des aphorismes, des conseils et des réflexions humoristiques ; une anthologie du savoir-vivre et de l'amour.
Le Golestan est largement cité comme source de sagesse. Ainsi l'aphorisme bien connu encore fréquemment répété dans le monde occidental, « d'être triste parce qu'on n'a pas de chaussures jusqu'à ce que l'on rencontre l'homme qui n'a pas de pieds, après quoi j'ai remercié la Providence pour sa générosité envers moi » est tiré du Golestan. Les poèmes sont composés avec précision et perspicacité. Saadi contribua à la création d'une « poésie d'idées » avec la concision de formules mathématiques. Le livre traite pratiquement de tous les problèmes majeurs rencontrés par l'humanité, avec optimisme et subtilité, jusqu'à la satire. Il y a beaucoup de conseils destinés aux princes et aux souverains. Les histoires, en plus de leur côté divertissant et de leur dimension pratique et morale, se concentrent souvent sur la conduite des derviches et contient des enseignements soufis.

## Description
Dans son introduction, Saadi décrit comment un ami le persuade d'aller dans un jardin fleuri, le 21 avril 1258. Cet ami lui propose de cueillir des fleurs et de les rapporter en ville. Saadi remarque la rapidité avec laquelle les fleurs se fânent, et propose un jardin de fleurs qui durerait beaucoup plus longtemps :
De quelle utilité sera un bouquet de roses pour toi ?

Prenez une feuille de mon jardin de roses

Une fleur dure cinq ou six jours

Mais cette roseraie est toujours délicieuse.
Saadi poursuit : « Le même jour, il m'est arrivé d'écrire deux chapitres, à savoir sur la bonne société et les règles de la conversation, dans un style acceptable pour les orateurs et épistoliers instruits. » En terminant le livre, Saadi écrit que, même si son discours est divertissant et amusant, « il n'échappera pas à l'intelligence lumineuse des gens sensés, à qui s'adresse maintenant mon discours, que la perle des conseils salutaires a été passée dans le fil de l'éloquence, et le remède amer de la morale, mélangé avec le miel de la plaisanterie. »
Après l'introduction, le Golestan est divisé en huit chapitres, comprenant chacun plusieurs histoires et poésies : 
1. Sur les mœurs des rois
2. Sur les mœurs des derviches
3. Sur l'excellence de contentement
4. Sur les avantages du silence
5. Sur l'amour et la jeunesse
6. Sur la faiblesse et la vieillesse
7. Sur les effets de l'éducation
8. Sur les règles de conduite dans la vie.

## Hommages
Quelques vers du poète Saadi sont inscrits à l'entrée du siège de l'Organisation des Nations unies à New York.
بنی آدم اعضای یک پیکرند 

که در آفرينش ز یک گوهرند

چو عضوى به درد آورد روزگار

دگر عضوها را نماند قرار

تو کز محنت دیگران بی غمی

نشاید که نامت نهند آدمی
Les hommes sont membres les uns des autres, 

et créés tous de même matière, 

si un membre s’est affligé les autres s’en ressentent : 

Celui qui n’est touché du mal d'autrui 

ne mérite d’être appelé homme.
Gulistan ou l'Empire des roses, trad. André du Ryer, 1634.
Les hommes sont membres les uns des autres, 

et tous créés de même matière. 

Si un membre est affligé, les autres s'en ressentent. 

Qui n'est pas touché du mal d’autrui, 

ne mérite pas d’être appelé homme.
Gulistan ou l’Empire des Roses, trad. M. [d’Alègre], 1704.
Les enfants d’Adam font partie d’un corps

Ils sont créés tous d’une même essence

Si une peine arrive à un membre du corps

Les autres aussi, perdent leur aisance

Si, pour la peine des autres, tu n’as pas de souffrance

Tu ne mériteras pas d’être dans ce corps.
Gulistan ou l’Empire des Roses, trad. par Mahshid Moshiri

## Traductions en français[7]
- La première traduction[8] mondiale fut effectuée en langue française en 1634 par André du Ryer. Elle ne fut qu'une traduction partielle de l'œuvre de Saadi.
- Une deuxième traduction du Golestan en français fut publiée à Paris en 1704, sous le titre de Gulistan ou l’Empire des Roses, traité des mœurs des rois[9], par un certain Alègre.
- La troisième traduction du Gulistan, qui cette fois est une traduction complète, fut effectuée par l’abbé Jacques Gaudin et publiée à Paris en 1789. L’abbé Jacques Gaudin a écrit un Essay historique sur la législation de la Perse, qu’il publia avec sa traduction du Golestân dans le même livre.
- Une quatrième traduction partielle fut réalisée quelques années plus tard, par Tancoigne, interprète du général de Gardane, pour la préface et les premiers chapitres du Golestan.
- La cinquième traduction, date de 1834, et fut effectuée par Sémelet, professeur à l'École des langues orientales et publié sous le titre de Gulistan ou le Parterre de Roses.
- La sixième traduction fut faite en 1858 par Charles Defrémery rééditée sous le titre Le Jardin des roses et des fruits[10] (avec le Bustan), Paris, Libretto no 604, 2018  (ISBN 978-2-36914-426-7).
- La septième traduction fut faite en 1904 par Franz Toussaint et publiée aux éditions Arthème Fayard, Paris, 1904.
- La huitième traduction fut réalisée avec introduction et notes par Pierre Seghers, Paris, éditions P. Seghers, 1977.
- La dernière traduction est celle d'Omar Ali-Shah, Albin Michel, 1991 ; rééditions 2008  (ISBN 222604888X) sous le titre Le Jardin de roses, Gulistan, broché, 248 p.

## Traductions dans d'autres langues
- Georgius Gentius réalisa une traduction en latin accompagnée de textes en persan en 1651, soit dix-sept ans après la version française.
- Quelques années plus tard, Adam Olearius fit la première traduction en allemand.
- Il faudra attendre 1774 pour une première traduction en anglais par Stephen Sullivan à Londres suivie par celle de Jean Dumoulin en 1807 à Calcutta.
- Une traduction en occitan par Louis Piat est publiée à Montpellier en 1888.